# Haruka (agrume)
Hybride
Parent  A  de l'hybridation 
  Hyuganatsu (C. × tamurana)  
×

Parent  B  de l'hybridation 
  × Natsumikan (C. × natsudaidai). 
Classification phylogénétique
Haruka est un agrume japonais récent principalement cultivé dans les préfectures d'Hiroshima et d'Ehime. Le fruit est jaune à maturité (février) doux et rafraichissant.

## Dénomination
はるか (haruka) est un adjectif qui indique une distance, un éloignement, une différence importante, il signifie «beaucoup plus». Le nom de l'agrume lors de la demande d'enregistrement était Yohko qui est un prénom féminin, Haruka est également un prénom féminin, l'actrice Haruka Ayase est bien connue au Japon. L'Encyclopédie des fruits (2016) le nomme サラダみかん (sarada mikan) mandarine pour salade (on en trouve dans des recettes de salades aigres-douces).
Tokurou Shimizu et al. ont analysé les marqueurs ADN des génomes nucléaires de nombreux agrumes japonais en 2016 et montré que l'ascendant de Haruka, hyuganatsu avait été pollinisé par du pollen de natsudaidai.
Le nom botanique actuel de Haruka est : Hyuganatsu (C. × tamurana) × Natsumikan (C. × natsudaidai).

## Histoire et origine
La plante sélectionnée en 1980 par Tokuo Ishii résulte d'un semis heureux de graines d'un hyuganatsu de son jardin à Nijo-cho, Itoshima-gun, préfecture de Fukuoka. La mise en culture date de 1993. Le cultivar a été enregistré en 1996, sa reproduction est libre de droits depuis 2014. La production japonaise n'est pas importante: 2 000 t en 2013, 1 760 t en 2017. La notoriété de Haruka n'a pas dépassé ses zones de production, dont la préfecture d'Hiroshima (557 t) en 2025. On en trouve en Corée et en Chine ainsi que des semis hors du Japon dans des collections privées , à Hong Kong, il est connu comme un fruit de bon augure qui rappelle la pleine lune.

## Description
Haruka est un beau fruit de 200 à 240 g,, diamètre de 7 à 10 cm, jaune vif, moyennement juteux et nettement sucré. La maturité est de fin février à mars.

### Un gout plaisant et sucré
Une publication du Centre de recherche agricole de Fukuoka (2000) décrit les étapes de la maturation du fruit. La diminution de l'acidité est précoce, dès novembre elle est inférieure à celle de son géniteur (hyuganatsu 1 g pour 100 ml) et les niveaux d'acide citrique plus bas que la plupart des agrumes.

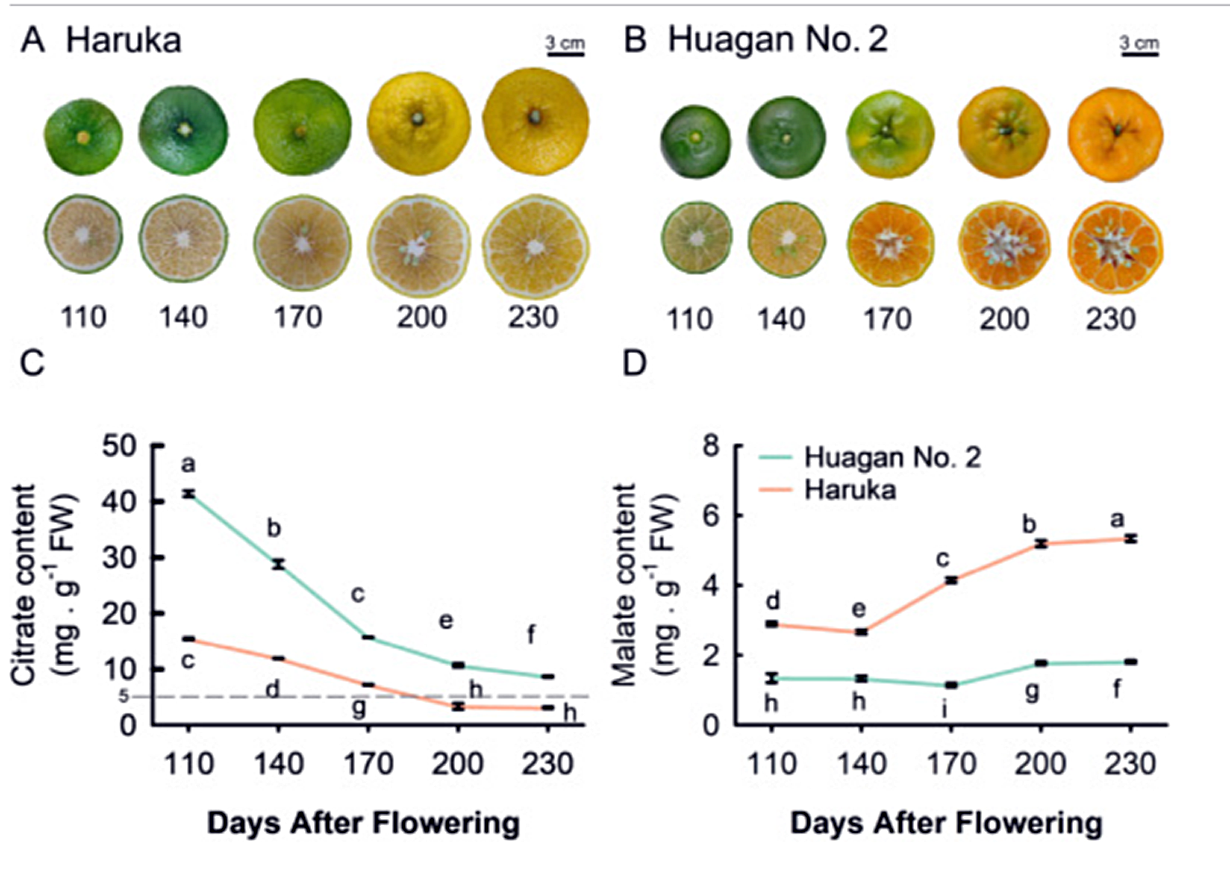
Profils de citrate et de malate chez 'Haruka' (trait oranger) et la mandarine 'Huagan 2'(trait vert) au cours du développement du fruit en jours après l'anthèse.

'Haruka' accumule en regard de sa faiblesse en citrate des niveaux relativement élevés de malate (5,2 mg/g−1, l'acide L-malique donne le gout agréable des pommes, des poires, etc.). Une publication chinoise (2025) a décrit les mécanismes de transcription des gènes responsables: CsCit et CsALMT9 chez Haruka. Des facteurs épigénétiques tels que l'ombrage de la plante contrarient leur régulation, la baisse de l'intensité lumineuse augmente la teneur en citrate et l'acidité titrable des fruits et diminué la teneur en malate des fruits. Les auteurs écrivent «à l'heure actuelle, le fruit 'Haruka' est peut-être la seule variété qui accumule jusqu'à 4 fois plus de malate à maturité que les agrumes courants...'Haruka' est un cultivar unique qui présente des profils de citrate et de malate rares dans les fruits à maturité». 

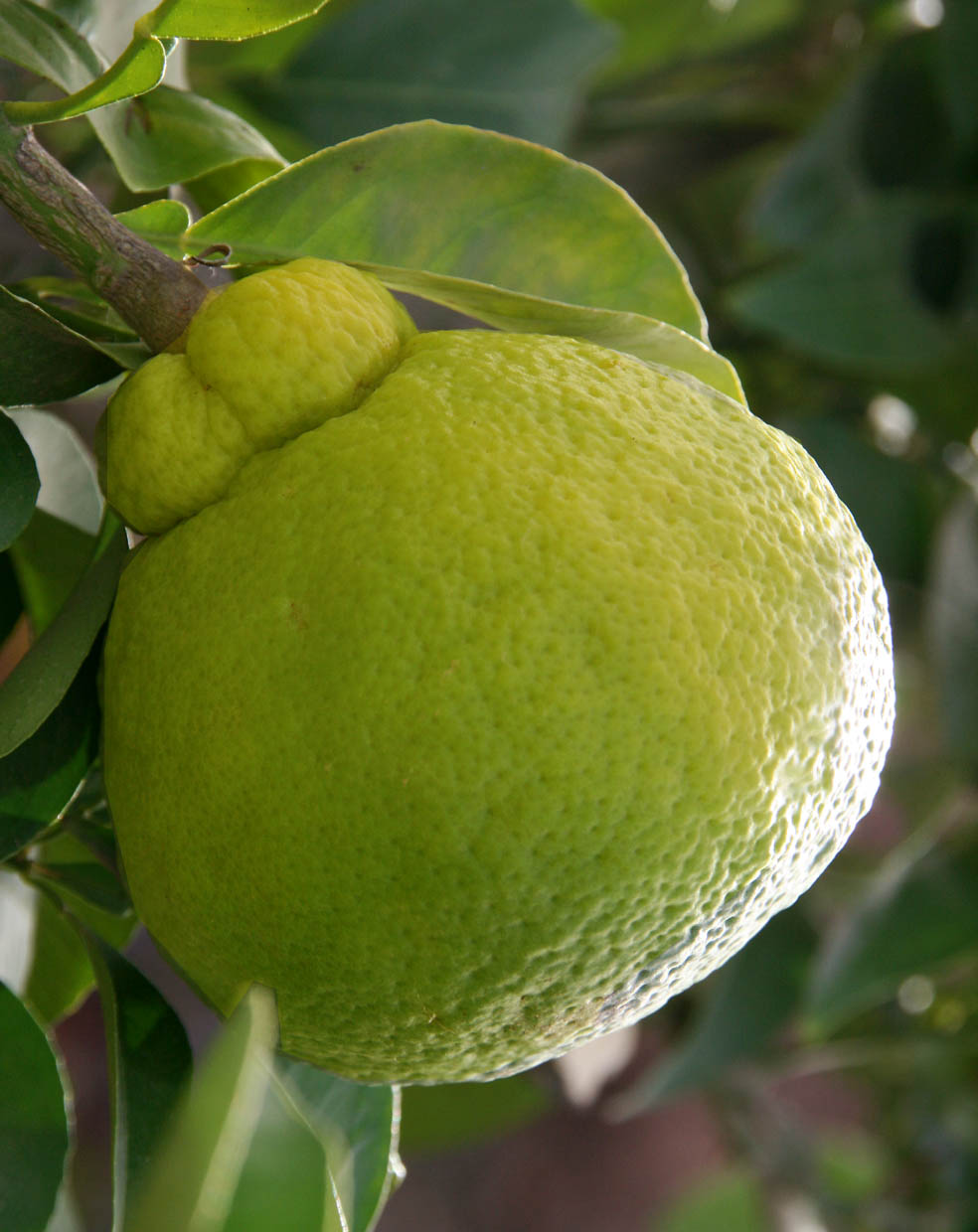
Haruka en octobre

Le niveau de sucre atteint 14° brix dès mars, le ratio de sucrose est très élevé (70 %). La couleur jaune citron du fruit et la douceur de la pulpe font contraste, s'y ajoute une arrière gout qualifié d'élégant. La faible acidité n'affecte pas la conservation du fruit, une étude chinoise (2022) indique qu'Haruka a les meilleures performances de stockage parmi 8 cultivars d'agrumes du Hunan. Les fruits se conservent jusqu'à 3 semaines au réfrigérateur.

### Une jolie forme
Le fruit est sphérique, légèrement aplati avec un sommet marqué d'un cou ou mammilla (zone surélevée en haut du fruit, comme le dekopon) plus ou moins imposant selon les cultivars, à la base l'apex est entouré d'un anneau concave bien visible. La couleur de la chair est blanc-jaunâtre avec des graines (polyembryonnées) nombreuses contenues dans 10 à 11 segments à peau fine. Le mésocarpe (albédo) est adhérent ce qui rend le fruit difficile à peler à la main. C'est pourquoi les sources japonaises conseillent de le découper comme le hyuganatsu, au couteau en tournant autour du centre et des graines. L'albedo (partie blanche) est consommable. On peut aussi le peler et extraire la pulpe à la manière d'un pamplemousse.

### Utilisation
Le fruit est consommé en fruit de table, on en fait un bonbon Puccho gommeux et doux. La pulpe à texture ferme et croquante est utilisée dans les salades ou il apporte une note colorée jaune. Il accompagne bien les poissons crus et les crevettes.

### Descendance
Yellow ball (boule jaune) est un hybride entre Haruka et Kiyomi (C. unshiu × sinensis) est mentioné en Corée (2021).

## Huile essentielle
Lors d'essais de production de vinaigre de Haruka (2021), Sachiko Shindo et al. ont noté une quantité élevée de polyphénols dans le vinaigre d’écorce de Haruka (hespéridine et β-cryptoxanthine).